# Hyphessobrycon luetkenii
Hyphessobrycon luetkenii är en fiskart som först beskrevs av Boulenger, 1887.  Hyphessobrycon luetkenii ingår i släktet Hyphessobrycon och familjen Characidae. Inga underarter finns listade i Catalogue of Life.